# 響亮心重奏
《響亮心重奏》（法語：En fanfare）是一部2024年的法国劇情片，由艾曼紐·寇克（Emmanuel Courcol）执导，寇克、伊莲娜·穆斯卡里（Irène Muscari）、奥利安·邦迪埃尔（Oriane Bonduel）和玛丽安·托梅尔西（Marianne Tomersy）共同编剧。影片主演班傑明·拉斐恩（Benjamin Lavernhe）和皮埃爾·洛廷（Pierre Lottin）饰演失散多年的兄弟。

## 劇情
提波出生并成长于默东，是一位享誉全球的杰出指挥家。在一次排练中，他突然倒下，被诊断出患有急性白血病，急需进行骨髓移植。寻找潜在捐赠者的过程自然从他的家人开始。然而，DNA测试显示，他既不是父母的亲生儿子，也不是姊妹的亲生兄弟，因此家人无法成为骨髓捐赠者。他由此得知，自己其实是被收养的。在进一步的调查中，他发现自己还有一个亲生弟弟的存在，而他之前对此毫不知情。这个弟弟同样被收养，现在居住在法国北部省的一个小镇，也是他们母亲的家乡。对提波来说，这位弟弟可能是他急需骨髓移植的最佳希望。于是，提波启程寻找这位素未谋面的弟弟吉米。吉米是一名普通的小学食堂员工，同时是他们小镇市政乐团的成员，负责演奏长号。除了对音乐的共同热爱，这两位兄弟似乎在各方面都截然不同。在乐团备战一场比赛之际，他们刚刚失去了指挥，这让提波看到了一个机会。他提议担任乐团的指挥，与吉米一同努力弥补命运的不公。

## 演員
- 班傑明·拉斐恩 Benjamin Lavernhe 饰 提波 Thibaut
- 皮埃爾·洛廷 Pierre Lottin 饰 吉米 Jimmy
- 莎拉·蘇克 Sarah Suco 饰 萨布丽娜 Sabrina

## 发行
《響亮心重奏》于2024年5月19日在第77屆坎城影展首映。